# Kaden Braithwaite
Kaden Braithwaite (8 februari 2008) is een Engels voetballer die bij voorkeur als  centrale verdediger speelt. Hij speelt bij Manchester City.

## Clubcarrière
Braithwaite kende zijn jeugdopleiding bij Manchester City, waar hij vice-aanvoerder was bij de Onder 18. Op 24 september 2024 kreeg hij zijn eerste basisplaats van trainer Josep Guardiola in de bekerwedstrijd tegen Watford.